# Avstro-ogrske oborožene sile
Avstro-ogrske oborožene sile so se delile na štiri dele:
- Avstro-ogrska skupna vojska
- Cesarsko-kraljevo avstrijsko domobranstvo
- Kraljevo madžarsko domobranstvo
- Avstro-ogrska vojna mornarica